# 용진정사
용진정사(湧珍精舍)는 광주광역시 광산구 왕동에 있는, 한말의 도학자 오준선(1851∼1931)이 강당을 짓고 후학을 양성하던 곳이다. 1985년 2월 25일 광주광역시의 문화재자료 제7호로 지정되었다.

## 개요
한말의 도학자 오준선(1851∼1931)이 강당을 짓고 후학을 양성하던 곳이다.
오준선은 오하규의 아들로 태어나 백부 항규에게 입양되었다. 18세부터는 노사 기정진에게 배우며 학문의 폭을 넓혔으며, 일제의 회유정책에도 굽히지 않고 1917년에 용진산에 들어가 생을 마칠 때까지 후학을 가르쳤다.
용진정사는 원래 용진사라는 절이 있던 곳인데 절이 허물어 진 뒤 정안 이씨가 그 터를 가지고 있었다. 이때 오준선의 뜻을 전해 듣고 절터의 일부를 내주어 건물을 짓게 되었다.
오준선이 죽은 뒤 문인들이 강당 동쪽에 3칸의 용진영당을 세우고 1924년 채용신이 그린 초상화를 모셨다. 영당의 좌우벽에는 큰아들 오헌수와 둘째 아들 오동수의 영정이 함께 걸려 있다.

## 참고 자료
- 용진정사 - 국가유산청 국가유산포털